# Concertul pentru pian nr. 2 (Beethoven)
Concertul pentru pian nr. 2 în Si bemol major, Op. 19, al lui Ludwig van Beethoven a fost compus în principal între 1787 și 1789 dar a atins forma sub care a fost publicată abia în 1795. Beethoven a compus un alt final în 1798 pentru interpretarea de la Praga dar nu este finalul cu care a fost publicată lucrarea. A fost folosită de compozitor doar pentru a-și demonstra calitățile de tânăr virtuoz. Concertul a fost publicat în 1801 după ce deja a fost publicat primul concert pentru pian, deși a fost compus după această lucrare (1796-1797).
Concertul pentru pian în Si bemol major a devenit o lucrare importantă pentru tânărul Beethoven, care încerca să se remarce după ce s-a mutat de la Bonn la Viena. Premiera a avut loc pe 29 martie 1795 la Burgtheater din Viena cu Beethoven în calitate de solist, în concertul ce a marcat debutul său public. Până la acest eveniment Beethoven interpreta doar în sălile private ale nobililor vienezi. Deși lucrarea este foarte asemănătoare cu concertele pentru pian ale lui Mozart, există un dramatism și un contrast care vor fi prezente în lucrările ulterioare ale lui Beethoven. Beethoven nu a fost foarte încântat de această lucrare, scriindu-i publicistului Franz Anton Hoffmeister că aceasta, împreună cu Concertul pentru pian nr. 1, "nu este una dintre cele mai bune lucrări ale mele". Versiunea ce a avut premiera în 1795 este cea care este interpretată și înregistrată astăzi.

## Structură
Lucrarea este orchestrată pentru pian solo, flaut, două oboaie, doi fagoți, doi corni și coarde. Concertul este structurat în trei părți:
1. Allegro con brio
2. Adagio
3. Rondo. Molto allegro

### I.Allegro con brio
Prima parte este versiunea de concert a formei de sonată. Orchestra prezintă în introducere tema principală și tema subordonată. A doua introducere este în Fa major. Dezvoltarea variază în tonalități și se încheie în Si bemol major. Recapitularea este similară cu introducerea și este în Si bemol major.
Beethoven a compus o cadență destul de dificilă, deși mult mai târziu după concertul în sine. Din punct de vedere stilistic cadența este foarte diferită de restul concertului, dar utilizează într-un mod pozitiv tema principală. Beethoven aplică această melodie cadenței în câteva metode diferite, schimbând caracterul de fiecare dată și demonstrând modurile nenumărate în care o temă muzicală poate fi interpretată și simțită. Partea a fost compusă la Bonn între 1787 și 1789 iar o interpretare tipică durează între 13 și 14 minute.

### II.Adagio
A doua parte este în Mi bemol major, gama subdominantă. La fel ca majoritatea părților lente, este în formă tripartită (ABA) unde secțiunea introductivă prezintă temele iar secțiunea mediană le dezvoltă. Această parte a fost compusă tot la Bonn între 1787 și 1789. O interpretare tipică durează între opt și nouă minute.

### III.Rondo. Molto allegro
Ultima parte este în formă de rondo (ABACABA). Secțiunea C este foarte diferită de celelalte deoarece este în gamă minoră și este mult mai puternică în semnificație. De asemenea, înainte de apariție temei rondo, Beethoven aduce pianul în gama "greșită" de Sol major înainte ca orchestra să observe "discrepanța" și să revină în gama tonică corectă. Această glumă muzicală poate fi observată în numeroase lucrări ulterioare ale lui Beethoven. Acest rondo a fost compus de Beethoven la Viena  în 1795, chiar în anul în care a avut loc premiera lucrării. În această parte se pot observa influențele lui Haydn. O interpretare tipică durează între cinci și șase minute.